# Понока
Графство Понока (англ. Ponoka County) — муніципальний район в Канаді, у провінції Альберта.

## Населення
За даними перепису 2016 року, муніципальний район нараховував 9806 жителів, показавши зростання на 10,7%, порівняно з 2011-м роком. Середня густина населення становила 3,5 осіб/км².
З офіційних мов обидвома одночасно володіли 195 жителів, тільки англійською — 9 260, а 20 — жодною з них. Усього 820 осіб вважали рідною мовою не одну з офіційних, з них 35 — одну з корінних мов, а 10 — українську.
Працездатне населення становило 73% усього населення, рівень безробіття — 8,5% (9,3% серед чоловіків та 7,5% серед жінок). 67,3% були найманими працівниками, 31,1% — самозайнятими.
Середній дохід на особу становив $55 832 (медіана $38 171), при цьому для чоловіків — $70 833, а для жінок $39 710 (медіани — $48 794 та $29 594 відповідно).
30% мешканців мали закінчену шкільну освіту, не мали закінченої шкільної освіти — 21,9%, 48,2% мали післяшкільну освіту, з яких 21,9% мали диплом бакалавра, або вищий, 10 осіб мали вчений ступінь.
| Статево-вікова структура населення | Статево-вікова структура населення | Статево-вікова структура населення | Статево-вікова структура населення | Статево-вікова структура населення |
| ---------------------------------- | ---------------------------------- | ---------------------------------- | ---------------------------------- | ---------------------------------- |
|                                    |                                    |                                    |                                    |                                    |
| Всього                             | Всього                             | 51,9%48,1%                         |                                    |                                    |
| 0 — 14 років                       | 0 — 14 років                       |                                    | 18,9%                              | 18,9%                              |
| 15 — 64 років                      | 15 — 64 років                      |                                    | 65,8%                              | 65,8%                              |
| 65 і більше                        | 65 і більше                        |                                    | 15,3%                              | 15,3%                              |
| 85 і більше                        | 85 і більше                        |                                    | 1%                                 | 1%                                 |
| Середній вік (років)               | Середній вік (років)               | 40,840,3                           | 40,6                               | 40,6                               |
| Медіана (років)                    | Медіана (років)                    | 43,043,1                           | 43,0                               | 43,0                               |
| — чоловіки — жінки                 |                                    |                                    |                                    |                                    |

| Походження мешканців:     | Походження мешканців:     | Походження мешканців: | Походження мешканців: | Походження мешканців: |
| ------------------------- | ------------------------- | --------------------- | --------------------- | --------------------- |
| Походження                |                           |                       | осіб                  | %                     |
| Корінні американці        | Корінні американці        |                       | 550                   | 5.86%                 |
| Інше північноамериканське | Інше північноамериканське |                       | 2 805                 | 29.89%                |
| Європейське               | Європейське               |                       | 7 690                 | 81.94%                |
| британське                | британське                |                       | 4 690                 | 49.97%                |
| французьке                | французьке                |                       | 705                   | 7.51%                 |
| українське                | українське                |                       | 480                   | 5.11%                 |
| Карибське                 | Карибське                 |                       | 15                    | 0.16%                 |
| Латинськоамериканське     | Латинськоамериканське     |                       | 25                    | 0.27%                 |
| Африканське               | Африканське               |                       | 30                    | 0.32%                 |
| Азійське                  | Азійське                  |                       | 105                   | 1.12%                 |
| Океанійське               | Океанійське               |                       | 20                    | 0.21%                 |

| Зайнятість населення за галузями (за класифікацією NOC): | Зайнятість населення за галузями (за класифікацією NOC): | Зайнятість населення за галузями (за класифікацією NOC): | Зайнятість населення за галузями (за класифікацією NOC): | Зайнятість населення за галузями (за класифікацією NOC): |
| -------------------------------------------------------- | -------------------------------------------------------- | -------------------------------------------------------- | -------------------------------------------------------- | -------------------------------------------------------- |
|                                                          |                                                          |                                                          |                                                          |                                                          |
| Управління                                               | Управління                                               |                                                          | 24,1%                                                    | 24,1%                                                    |
| Бізнес, фінанси та адміністрування                       | Бізнес, фінанси та адміністрування                       |                                                          | 12,7%                                                    | 12,7%                                                    |
| Природничі та прикладні науки                            | Природничі та прикладні науки                            |                                                          | 2,9%                                                     | 2,9%                                                     |
| Охорона здоров'я                                         | Охорона здоров'я                                         |                                                          | 6,2%                                                     | 6,2%                                                     |
| Освіта, правозахист, муніципальні та урядові служби      | Освіта, правозахист, муніципальні та урядові служби      |                                                          | 5,3%                                                     | 5,3%                                                     |
| Мистецтво, культура, відпочинок та спорт                 | Мистецтво, культура, відпочинок та спорт                 |                                                          | 0,8%                                                     | 0,8%                                                     |
| Роздрібна торгівля та послуги                            | Роздрібна торгівля та послуги                            |                                                          | 12,3%                                                    | 12,3%                                                    |
| Гуртова торгівля, транспорт та обладнання                | Гуртова торгівля, транспорт та обладнання                |                                                          | 22%                                                      | 22%                                                      |
| Природні ресурси, сільське господарство                  | Природні ресурси, сільське господарство                  |                                                          | 10,7%                                                    | 10,7%                                                    |
| Виробництво                                              | Виробництво                                              |                                                          | 3%                                                       | 3%                                                       |

## Населені пункти
До складу муніципального району входять містечка Рімбі, Понока, літнє село Паркланд-Біч, індіанські резервації Самсон 137, Самсон 137A, Монтана 139, а також хутори, інші малі населені пункти та розосереджені поселення.

## Клімат
Середня річна температура становить 2,8°C, середня максимальна – 21,3°C, а середня мінімальна – -19,4°C. Середня річна кількість опадів – 489 мм.
| Клімат поселення                              | Клімат поселення | Клімат поселення | Клімат поселення | Клімат поселення | Клімат поселення | Клімат поселення | Клімат поселення | Клімат поселення | Клімат поселення | Клімат поселення | Клімат поселення | Клімат поселення | Клімат поселення |
| Показник                                      | Січ.             | Лют.             | Бер.             | Квіт.            | Трав.            | Черв.            | Лип.             | Серп.            | Вер.             | Жовт.            | Лист.            | Груд.            |                  |
| Середній максимум, °C                         | −6,33            | −2,87            | 2,18             | 10,56            | 16,59            | 20,57            | 21,25            | 20,69            | 15,63            | 10,25            | 0,77             | −5,15            |                  |
| Середня температура, °C                       | −12,89           | −9,41            | −4,37            | 4,02             | 10,05            | 14,00            | 15,95            | 15,39            | 10,33            | 4,96             | −4,53            | −10,46           |                  |
| Середній мінімум, °C                          | −19,43           | −15,99           | −10,92           | −2,55            | 3,48             | 7,46             | 10,65            | 10,08            | 5,03             | −0,35            | −9,83            | −15,75           |                  |
| Норма опадів, мм                              | 24               | 17               | 23               | 28               | 52               | 80               | 97               | 64               | 45               | 23               | 20               | 16               |                  |
| Середньомісячна швидкість вітру, м/с          | 3.31             | 3.32             | 3.50             | 3.80             | 3.80             | 3.50             | 3.11             | 3.00             | 3.21             | 3.50             | 3.50             | 3.42             |                  |
| Середньомісячна сонячна радіація, кДж/м²·день | 3698             | 7254             | 12297            | 17311            | 20651            | 21945            | 22446            | 18934            | 12991            | 7799             | 3994             | 2810             |                  |
| --------------------------------------------- | ---------------- | ---------------- | ---------------- | ---------------- | ---------------- | ---------------- | ---------------- | ---------------- | ---------------- | ---------------- | ---------------- | ---------------- | ---------------- |
| Джерело:                                      |                  |                  |                  |                  |                  |                  |                  |                  |                  |                  |                  |                  |                  |